# Gweru
Gweru là thành phố ở miền trung Zimbabwe, bên sông Gweru. Năm 2002, thành phố này có 137.000 dân, là thành phố lớn thứ 3 ở quốc gia này. Gweru là tỉnh lỵ của tỉnh Midlands. Đây là trung tâm vận tải, thương mại và công nghiệp của một khu vực khai khoáng vàng, kim cương, wolfram, crôm cũng. Thành phố này có các ngành công nghiệp: chế biến thực phẩm, dệt, vật liệu xây dựng.

## Lịch sử
Gweru được tiến sĩ Leander Starr Jameson thành lập năm 1894. Khu vực này đã trở thành đô thị năm 1914 và trở thành thành phố năm 1971. Tên đã được đổi từ Gwelo thành Gweru năm 1982.